# Jaakko Furman

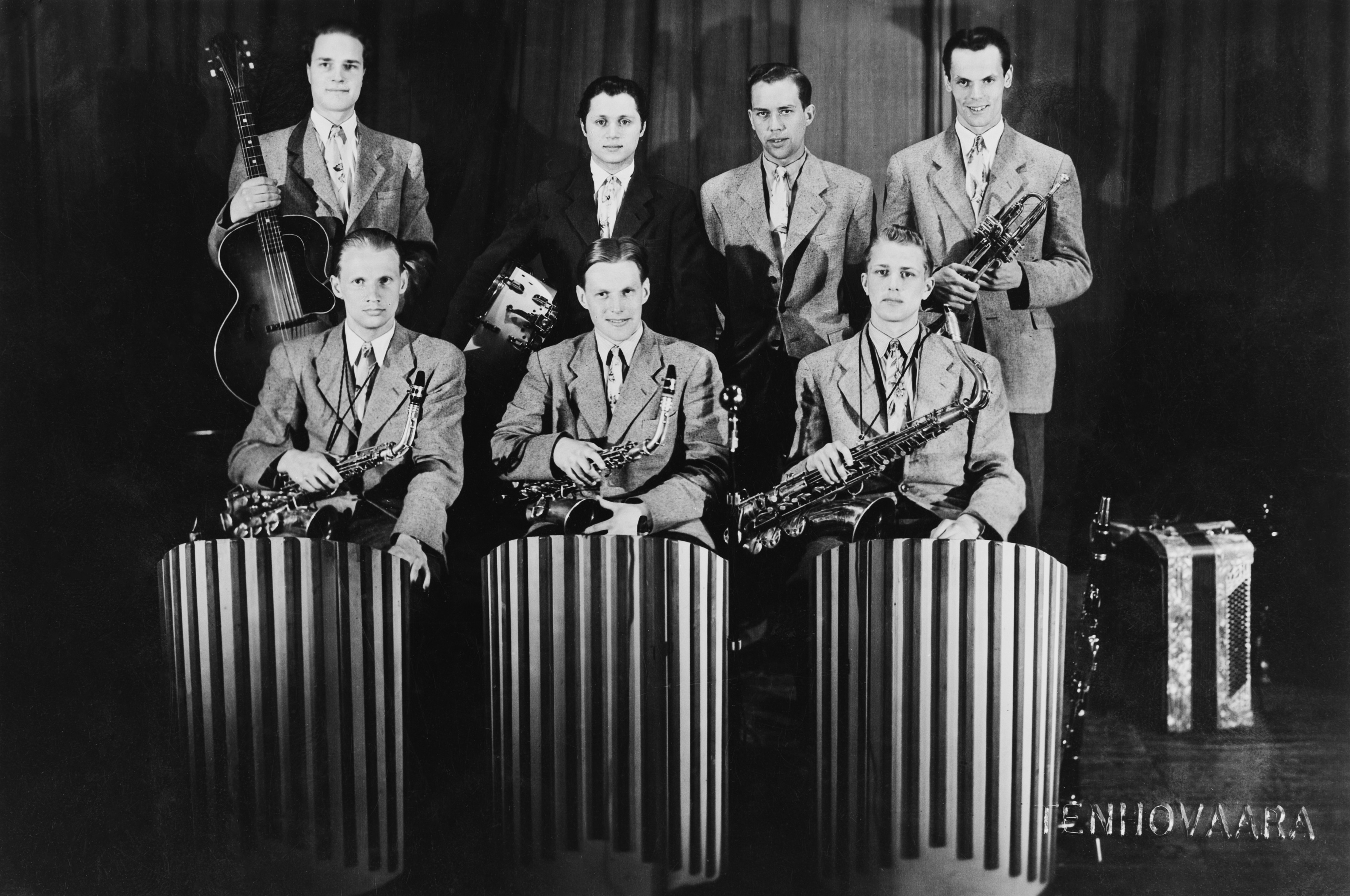
La banda de Jaakko Furrman en 1945. En primera línea Olli Borg, Pärre Förars y Mauno Mustonen (saxofón). Detrás están LeRoy Wickström (guitarra), Jaakko Furma (batería), Börje Haglund (piano) y Yrjö Luukkonen (trompeta)

Jaakko Furman (14 de mayo de 1924 – 27 de junio de 2012) fue un baterista y bailarín de claqué finlandés.

## Biografía
Su verdadero nombre era Jacob Furman, y nació en Helsinki, Finlandia, en el seno de una familia originaria de Polonia.
Empezó a actuar en los años 1930, como artista ”prodigio”, en la orquesta de Erkki Aho. Gran bailarín de claqué desde 1938, en los años 1939 y 1940 Furman actuó en algunas películas de la compañía Suomen Filmiteollisuus, siendo el productor y director Toivo Särkkä quien propuso que utilizara el nombre artístico de Jaakko Vuormaa. 
Finalizada la Segunda Guerra Mundial, Furman editó una revista de jazz en idioma sueco, que primero publicó como SWING y más adelante como YAM. 
Como baterista, tocó en una orquesta propia, y actuó con artistas como Laila Kinnunen, Pirkko Mannola y Herbert Katz. 
Además de su actividad musical, Furman fue director ejecutivo de la empresa Atelier Furman.
En reconocimiento a su carrera musical, en el año 1994 recibió el Premio Andania concedido por la Federación de Jazz de Finlandia.
Jaakko Furman falleció en el año 2012.

## Filmografía
- 1939 : Takki ja liivit pois!
- 1939 : Pikku pelimanni
- 1940 : Tavaratalo Lapatossu & Vinski
- 1940 : SF-Paraati